# 松岡貴久
松岡 貴久（まつおか たかひさ、1984年5月27日 - ）は、日本競輪選手会熊本支部に所属する競輪選手。日本競輪学校（以下、競輪学校）第90期生。
師匠は実父の松岡博司（競輪学校33期）。実兄の松岡孔明（競輪学校91期）も競輪選手である。

## 来歴
九州学院高校を経て競輪学校90期生となる。同期に北津留翼、新田祐大、浅井康太、飯野祐太らがいる。
2005年7月8日、玉野競輪場でデビューし2着。初勝利は同年8月11日の小松島競輪場。
2006年、ホームバンクの熊本競輪場で行われたルーキーチャンピオンレースで優勝。
2011年、第64回日本選手権競輪4位、共同通信社杯春一番3位。